# Milieu d'un segment
Pour les articles homonymes, voir Milieu.

Le milieu du segment formé par les points de coordonnées (x_{1}, y_{1}) et (x_{2}, y_{2})

En géométrie affine, le milieu d'un segment est l'isobarycentre des deux extrémités du segment. Dans le cadre plus spécifique de la géométrie euclidienne, c'est aussi le point de ce segment situé à égale distance de ses extrémités.

## Symétrie centrale
Deux points distincts A et A' sont symétriques par rapport à un point O si et seulement si O est le milieu du segment [AA']. Dans la symétrie centrale de centre O, le symétrique de O est O lui-même.

## Milieu, médiatrice, plan médiateur
L'ensemble des points du plan équidistants de deux points A et B constitue la médiatrice du segment [AB]. Le milieu du segment [AB] peut donc être défini comme l'intersection de la droite (AB) avec la médiatrice du segment [AB]. Cette définition est intéressante, car elle permet de placer le milieu du segment [AB] par une construction à la règle et au compas.
Construction du milieu à la règle et au compas — Soient deux points du plan A et B.
- On construit deux arcs de cercles, de centres respectifs A et B et de même rayon R1. Soit P1 leur point  d'intersection.
- On construit deux arcs de cercles, de centres respectifs A et B et de même rayon R2. Soit P2 leur point d'intersection.
- La droite (P1P2) est la médiatrice du segment [AB]. Il suffit de tracer à la règle les droites (P1P2) et  (AB), leur intersection est le milieu du segment [AB].

Remarques
- Les arcs de cercles doivent avoir des rayons supérieurs à la moitié de la longueur du segment, pour que leur intersection ne soit pas vide.
- Il est en théorie possible de se contenter de la première étape en traçant les cercles en entiers : on obtient alors deux points d'intersection qu'il suffit de relier pour tracer la médiatrice. Cette méthode n'est toutefois pas toujours applicable concrètement, si le segment se trouve trop près du bord de la feuille de tracé par exemple.

Dans l'espace à trois dimensions, le milieu d'un segment est l'intersection de ce segment avec son plan médiateur.

## Caractérisation vectorielle
Dans un espace affine, le milieu d'un segment [AB] est l'isobarycentre de la paire {A, B}, c'est-à-dire le seul point I tel que
{\displaystyle {\overrightarrow {IA}}+{\overrightarrow {IB}}={\overrightarrow {0}}}.
Cette égalité est équivalente à chacune des propriétés suivantes :
- {\displaystyle {\overrightarrow {IA}}=-{\overrightarrow {IB}}} ;
- {\displaystyle {\overrightarrow {AB}}=2{\overrightarrow {AI}}} ;
- il existe un point O tel que {\displaystyle {\overrightarrow {OI}}={\frac {1}{2}}\left({\overrightarrow {OA}}+{\overrightarrow {OB}}\right)} ;
- pour tout point O, on a : {\displaystyle {\overrightarrow {OI}}={\frac {1}{2}}\left({\overrightarrow {OA}}+{\overrightarrow {OB}}\right)}.

## Coordonnées
Si le plan (ou l'espace) euclidien est muni d'un repère cartésien, les coordonnées du milieu d'un segment sont les demi-sommes de chacune des coordonnées des extrémités du segment. Autrement dit, dans le plan, le milieu du segment d'extrémités A(xA ; yA) et B(xB ; yB) est le point de coordonnées {\displaystyle \left({\dfrac {x_{A}+x_{B}}{2}};{\dfrac {y_{A}+y_{B}}{2}}\right)}. On a une propriété analogue dans l'espace en ajoutant une troisième coordonnée.

## Dans un triangle
Les milieux des trois côtés d'un triangle jouent un rôle important à plusieurs niveaux. Parmi les droites remarquables du triangle, on distingue notamment les médiatrices des côtés et les médianes, qui sont les droites passant par un sommet et le milieu du côté opposé.
Le théorème des milieux dans un triangle s'énonce ainsi :
Théorème des milieux — Si  une droite passe par les milieux de deux côtés d'un triangle alors elle est parallèle au troisième côté.
La longueur du segment joignant les milieux de deux côtés d'un triangle est égale à la moitié de celle du troisième côté.
Une réciproque de la première assertion du théorème existe :
Théorème — Si une droite passe par le milieu d'un des côtés d'un triangle et si elle est parallèle à un autre côté alors elle coupe le troisième côté en son milieu.